# Coca-Cola Cherry
Coca-Cola Cherry (dawniej Cherry Coke) – napój gazowany, produkowany i rozprowadzany przez The Coca-Cola Company. Cherry Coke to Coca-Cola o smaku wiśniowym. 
Coca-Cola Cherry różni się od klasycznej Coca-Coli przede wszystkim smakiem i aromatem. Coca-Cola Cherry charakteryzuje się słodko-owocowym, wiśniowym smakiem i intensywniejszym, wiśniowym aromatem, podczas gdy klasyczna Coca-Cola ma bardziej karmelowy i korzenny smak z subtelnym zapachem karmelu.
Napój został wprowadzony do próbnej degustacji w 1982 roku podczas Targów Światowych – World’s Fair w Knoxville w USA. Wszedł do głównej produkcji w roku 1985. Była to trzecia odmiana Coca-Coli w tamtym czasie – Coca-Cola, Coca-Cola Light oraz pierwsza cola z dodatkiem – wiśniowym. 
Napój ten dostępny jest w wielu krajach świata. W Polsce od 1996 roku. W 2018 roku napój słodzony cukrem został wymieniony na wersję bezcukrową. Jednak pod koniec sierpnia 2018 zdecydowano się przywrócić wersję z cukrem. 
Od listopada 2006 produkt dostępny również w Japonii, gdzie jest znany jako Cherry Coke. Sprzedawany w srebrnej butelce i puszce z etykietą nazwy w stylu retro z lat 80.

## Import Coca-Cola Cherry
Napój o nazwie Coca-Cola Cherry można nabyć u niezależnych importerów, którzy sprowadzają go z krajów Europy Zachodniej, głównie z Wielkiej Brytanii. Coca-Cola Cherry można również kupić w wielu innych krajach (np. na Słowacji czy w Niemczech), gdyż nazwa Coca-Cola Cherry jest bardziej rozpowszechnioną marką dla tego napoju.
Dzięki importowi na rynku polskim dostępna jest również dietetyczna odmiana napoju, Diet Coke with cherry.

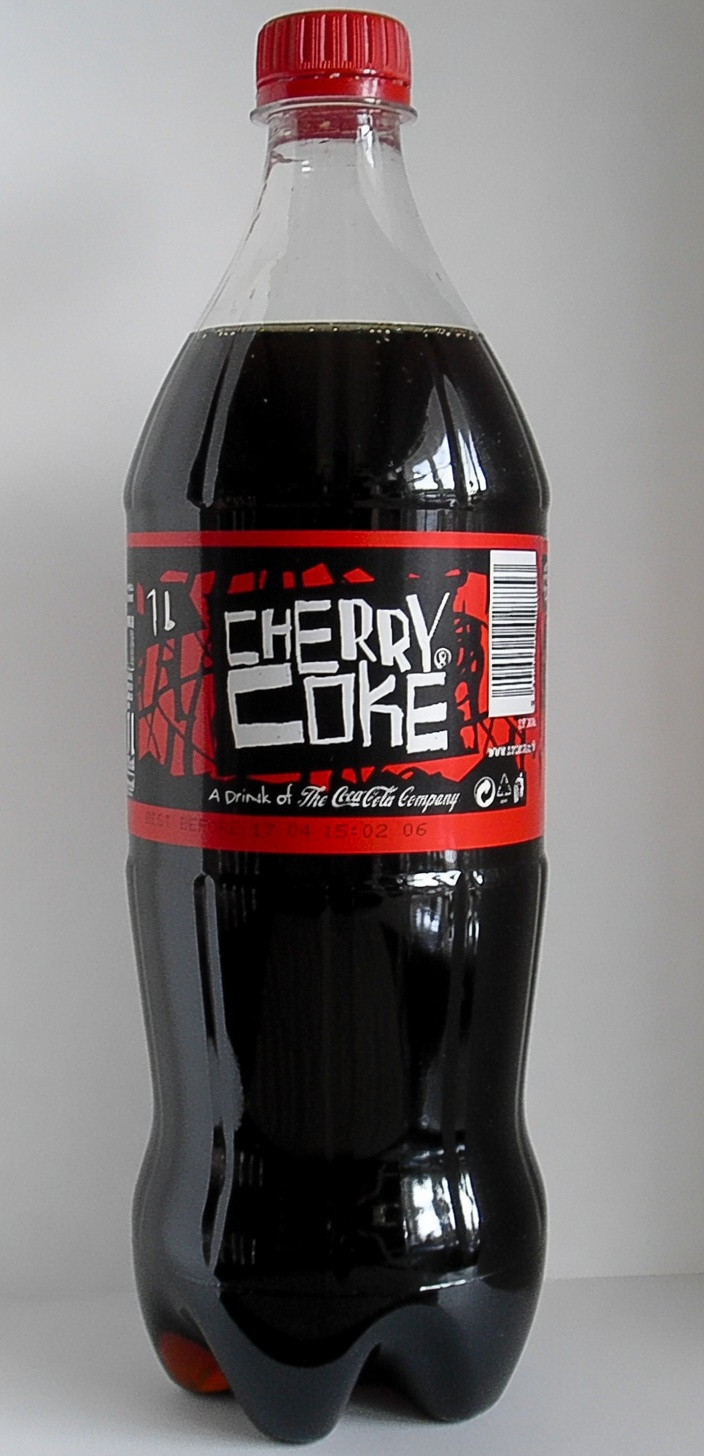
Butelka Cherry Coke
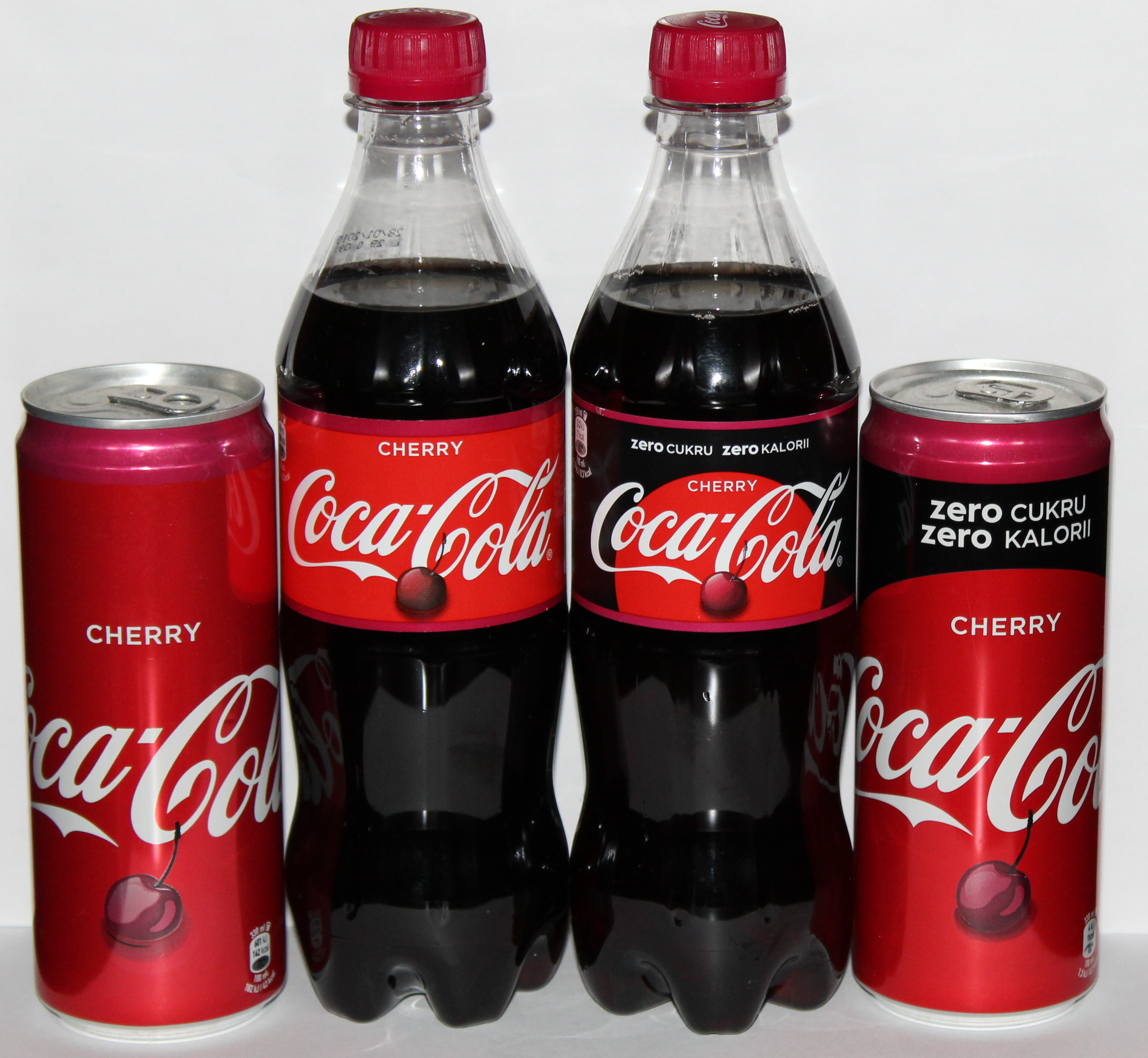
Butelki i puszki napojów Coca-Cola Cherry i Coca-Cola Cherry Zero